# Gösta Belfrage (trävaruhandlare)
För andra personer med samma namn, se Gösta Belfrage
Wilhelm Gösta Belfrage, född 14 juni 1888 i Dals ängsåg i Nora församling, Västernorrlands län, död 14 mars 1949, var en svensk godsägare och trävaruhandlare.
Gösta Belfrage var son till direktören Åke Belfrage och Laura Billing samt morbror till sångerskan Margareta Kjellberg. Efter studentexamen i Härnösand 1908 läste han juridik i Uppsala 1909–1910 samt bedrev språk- och affärsstudier i Tyskland 1911–1912 och därefter i England 1913–1914. Han var förvaltare vid Sandö sågverk 1914–1915 och vid Dals sågverk 1916. Från 1917 var han innehavare av Lejondals egendom i Bro. Han ägde och bebodde Skånelaholms säteri i Rosersberg 1918–1920.
Han bosatte sig sedan i Paris där han hade egen trävarufirma 1921–1935 varefter han återkom och hade egen firma för huvudsakligen trävaror i Stockholm från 1936. 1945 skrev han sig på nytt i Frankrike, men avled på Sankt Görans sjukhus i Stockholm två år senare.
Första gången var Gösta Belfrage gift 1914–1922 med Doris Brorsson (1886–1965) och andra gången 1930 med Hildur ”Etty” Victorin-Olsson (1904–1991). Han hade en son i första äktenskapet och två döttrar i andra äktenskapet: lantmästaren Åke Belfrage (1914–1981), bibliotekarien Joneta Belfrage (född 1931) och friherrinnan Barbara von Kantzow (född 1935).
Han är begravd i familjegrav på Norra begravningsplatsen i Stockholm.